# Venus din Willendorf

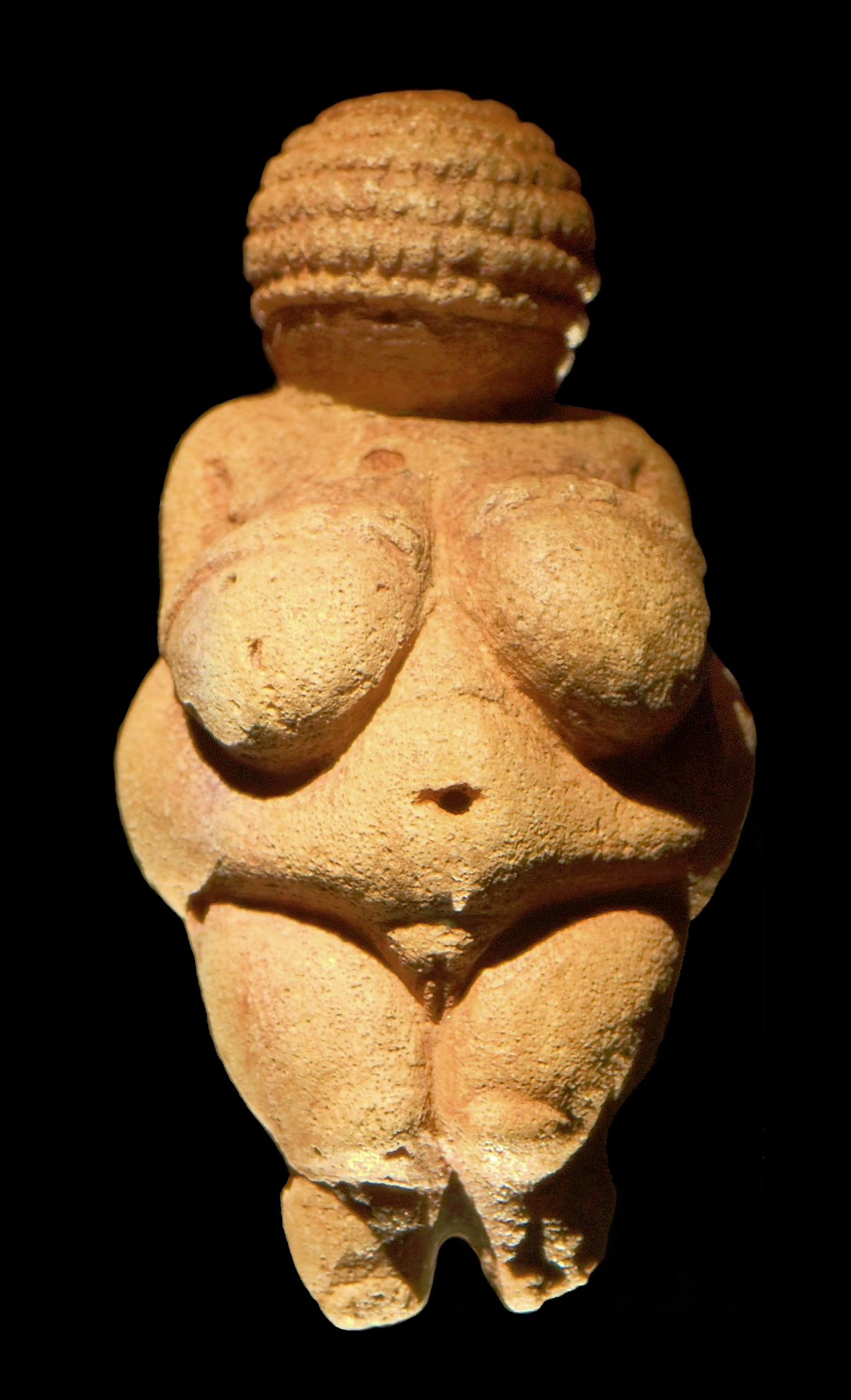
Venus din Willendorf

Venus din Willendorf este o statuetă din calcar din Paleoliticul superior conservată la Muzeul de Istorie Naturală din Viena, Austria.

## Descriere
Statueta este realizată din calcar oolitic și colorată cu ocru roșu și măsoară 11 cm înălțime. S-a estimat că a fost sculptată între circa 24.000-22.000 î.Hr. A fost descoperită în 1908 de un lucrător Johann Veran sau Josef Veram în timpul escavărilor conduse de arheologii Josef Szombathy, Hugo Obermaier și Josef Bayer într-un sit paleolitic în apropiere de Willendorf, un sat din Wachau, Austria Inferioară. Calcarul din care a fost sculptată nu se găsește în zonă, de aceea concluzia a fost că statueta a fost adusă din altă parte. 
În prezent se găsește la Naturhistorisches Museum din Viena.